# Wii Remote

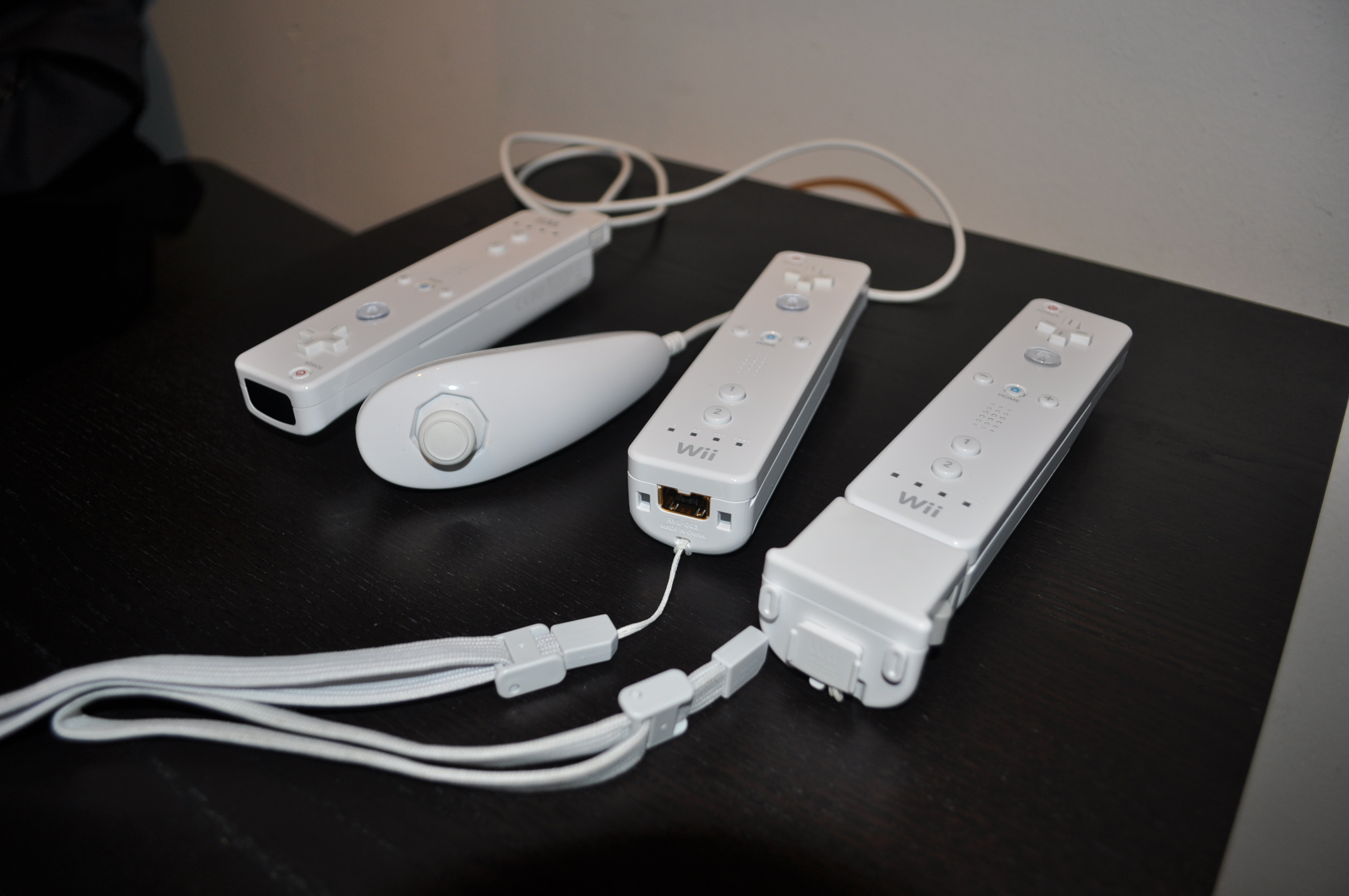
Trzy kontrolery Wii Remote i Nunchuck. Do prawego Wii Remote'a jest podłączony adapter Wii Motion Plus

Wii Remote znany również jako Wiimote – podstawowy kontroler konsoli gier wideo Wii oraz Wii U. Ma czujnik ruchu, przyspieszeniomierz i sensor optyczny (kamerę z filtrem podczerwieni), które pozwalają na manipulowanie wskaźnikiem lub przedmiotami w grach poprzez wykonywanie nim ruchów. Kontroler ma również wbudowany głośnik.
Wii Remote pierwszy raz został pokazany podczas Tokyo Game Show 16 września 2005 roku.

## Rozszerzenia kontrolera
Wii Remote ma port, dzięki któremu można podłączyć do niego różne akcesoria. Kontroler ma moduł bluetooth, przez który łączy się z konsolą, więc Wii Remote może być podłączony do komputera.

### Nunchuk
Ma 2 przyciski (Z, C) oraz gałkę analogową. Nunchuk, tak jak Wii Remote wyposażony jest w czujnik ruchu.
Nunchuk podłącza się do dodatkowego wejścia Wii Remote, przez które także jest zasilany. Jest pierwszym modułem korzystającym z tego wejścia.

### Klasyczny kontroler

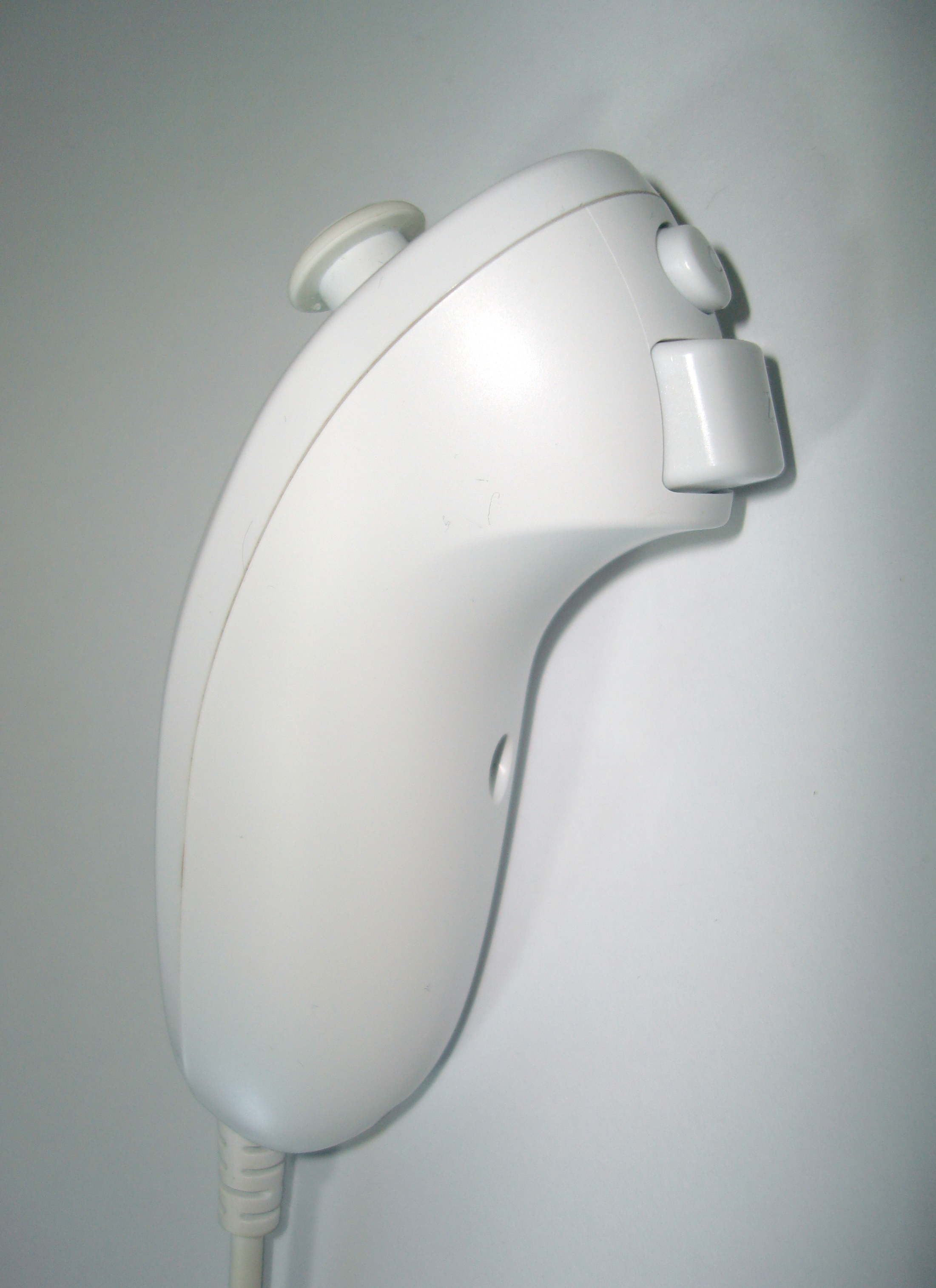
Nunchuk z boku

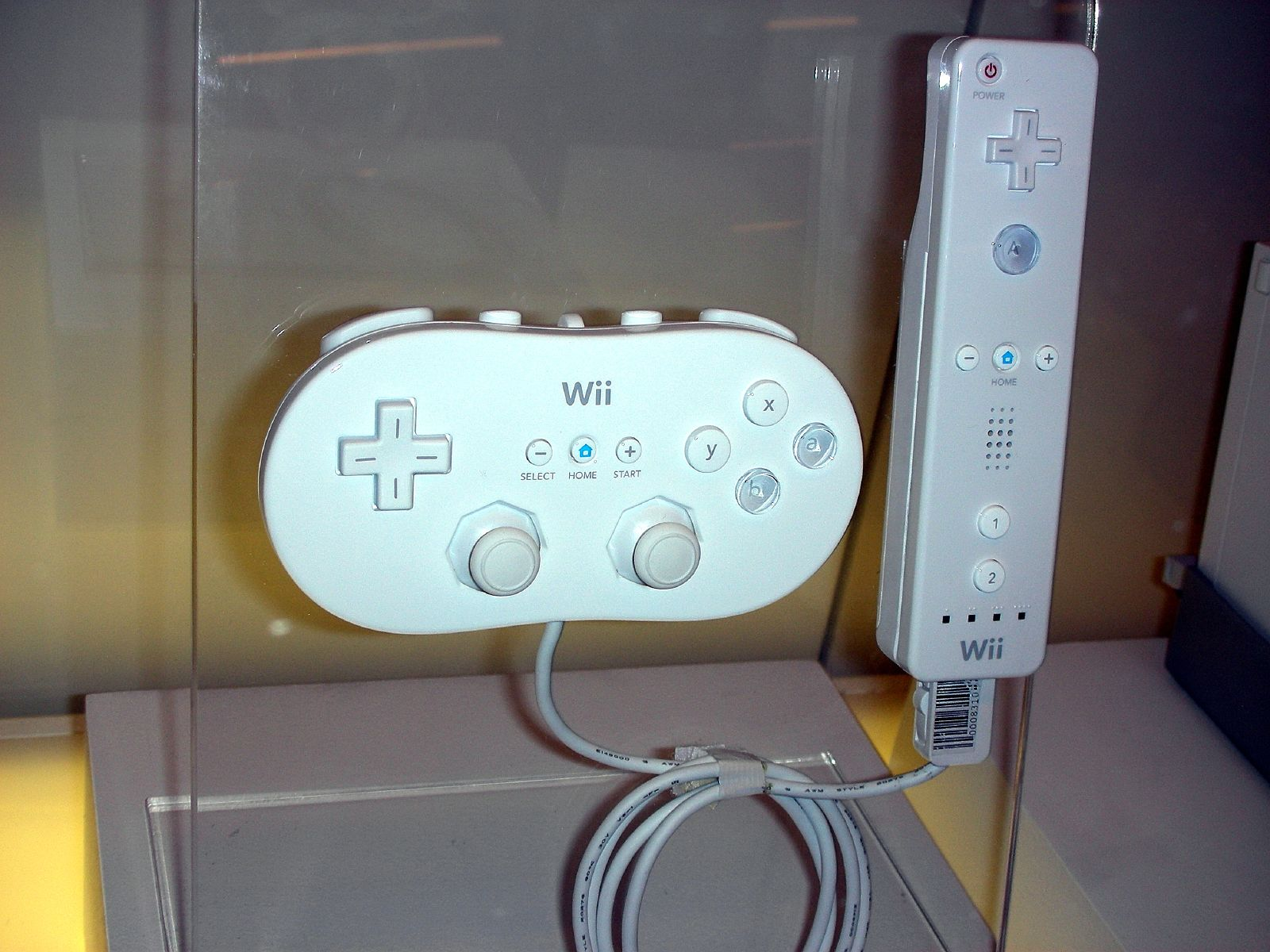
Classic Controler podłączony do Wii Remote

Klasyczny kontroler (ang. Classic Controller) ma przyciski a, b, x, y, L, R, ZL, ZR, +(start), -(select), HOME oraz dwie gałki analogowe. W niektórych grach można go zastąpić kontrolerem z Nintendo GameCube.